# Unstan-waar

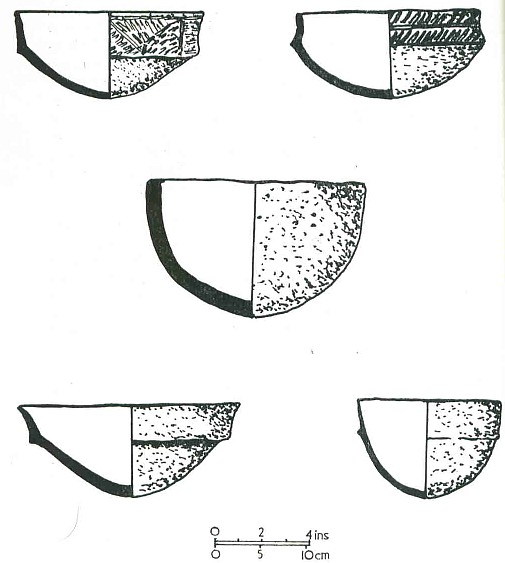
Unstan-waar van de Taversöe Tuick Chambered Cairn

Unstan-waar (Engels: Unstan ware) of Unstan-aardewerk is de naam die door archeologen wordt gebruikt voor een soort fijn gemaakt en gedecoreerd neolithisch aardewerk uit het 4e en 3e millennium v.Chr. Typisch zijn elegante en opvallende ondiepe schalen met een band met gekerfde patronen onder de rand, een soort decoratie die is gemaakt met behulp van een techniek die bekend staat als "steken en slepen" ("stab-and-drag"). Een tweede variant bestaat uit onversierde schalen met ronde bodem. Bij sommige kommen waren stukjes vulkanisch gesteente in de klei verwerkt om ze sterker te maken. Er werden benen gereedschappen gebruikt om de oppervlakken te polijsten, zodat ze glanzend en ondoordringbaar werden. 
Unstan-waar is vernoemd naar de Unstan Chambered Cairn op het eiland Mainland van de Orkneyeilanden, waar de stijl van aardewerk voor het eerst werd gevonden in 1884. Unstan-waar wordt meestal gevonden in cairns, met name cairns van het Orkney-Cromarty-type. Deze omvatten de Isbister Chambered Cairn op South Ronaldsay, en Taversoe Tuick en Midhowe op Rousay. 
Unstan-waar is af en toe gevonden op andere locaties in Orkney dan cairns, bijvoorbeeld de boerderij van Knap of Howar op Papa Westray, waarna is gebleken dat Unstan-waar vaker voorkomt in huiselijke context dan eerder werd gedacht, evenals op de Buiten-Hebriden, zoals bij Eilean Domhnuill. 
Unstan-waar is mogelijk geëvolueerd naar de latere gekerfde waar (grooved ware). Deze interpretatie was oorspronkelijk voornamelijk gebaseerd op een veronderstelde evolutie in aardewerkstijlen, van Unstan-waar tot gekerfd aardewerk, gezien bij de nederzetting Rinyo op Rousay. D.V. Clarke beweerde in 1983 dat zijn onderzoek bij Rinyo deze opvolging had ontkracht. John Hedges is een andere belangrijke voorstander van wat de 'culturele coëxistentie'-hypothese zou kunnen worden genoemd, welke suggereert dat, hoewel Unstan-waar misschien ouder was dan gekerfd aardewerk, de culturen die met deze aardewerkstijlen geassocieerd worden eeuwenlang naast elkaar in Orkney leefden. In deze interpretatie van het bewijsmateriaal wordt gekerfd aardewerk geassocieerd met de bouwers van de Maes Howe-klasse van cairns. De geografische verspreiding in Orkney van de twee soorten aardewerk is als volgt: gekerfd aardewerk wordt gevonden op Mainland, Sanday en North Ronaldsay, terwijl Unstan-waar wordt gevonden op Mainland en de overige eilanden, vooral Rousay en Eday. Hedges vatte zijn visie als volgt samen:
Wat belangrijk is, is het inzicht dat de neolithische bevolking van Orkney op basis van enkele elementen van hun materiële culturen in twee grote delen kan worden verdeeld. Waarschijnlijk zijn ze afkomstig uit verschillende gebieden en ... het is geen probleem om zich hun vermogen om naast elkaar te bestaan voor te stellen.
 Hij merkt echter ook op:
Eén punt dat meteen moet worden benadrukt is dat er geen waarneembaar verschil is in de cultuur - in sociaal-antropologische zin - van de Grooved Ware- en Unstan Ware-mensen ... het blijkt alleen uit beperkte aspecten van de materiële cultuur en het bewijsmateriaal ... laat zien dat het ondergeschikt was aan een tribaal niveau van eenheid dat heel Orkney omvatte.